# Euzosteria ferruginea
Euzosteria ferruginea är en kackerlacksart som beskrevs av M. Josephine Mackerras 1965. Euzosteria ferruginea ingår i släktet Euzosteria och familjen storkackerlackor. Inga underarter finns listade i Catalogue of Life.